# Echinogorgia spinosa
Echinogorgia spinosa is een zachte koraalsoort uit de familie Plexauridae. De koraalsoort komt uit het geslacht Echinogorgia. Echinogorgia spinosa werd in 1908 voor het eerst wetenschappelijk beschreven door Kükenthal. 